# Füzér-kői-átjáró
A Füzér-kői-átjáró Magyarország megkülönböztetetten védett barlangjai között van. A Bükki Nemzeti Park területén található. Régészeti leletek kerültek elő belőle. A Füzér-kő második leghosszabb barlangja a Füzér-kői 5. sz. barlang után. A lelőhely egy majdnem természetes állapotban megmaradt barlang, amelynek további kutatása érdekes eredményeket hozhat.

## Leírás
A Déli-Bükk területén, a Hór-völgy és a Hosszú-völgy találkozásánál, a Füzér-kő keleti, Hór-völgy felőli oldalában található. A Füzér-kő legismertebb barlangja. A Hór-völgyben kialakított piros sáv jelzésű turistaút előtte halad. Körülbelül 30 méterrel a völgytalp felett, 22–23 méterrel az előtte elvezető út felett, egy sziklafal közepén található a barlang. Cserépfalu központjától haladva a völgyben, a völgy bal oldalán nyílik. A bejárat megközelítéséhez technikai eszközök szükségesek. Mivel átjáróbarlang két bejárata is létezik. Az egyik bejárata hat méter széles és öt méter magas, a másik bejárata 6,5 méter széles és hat méter magas.
Felső triász mészkőben keletkezett. Jelenleg egy hidrológiailag inaktív forrásbarlang. Néhány cseppkőzászló, függőcseppkő, mikrotetaráta, típusos (gömbös) borsókő és korall borsókő található benne. A vázlatos felmérés alapján a hossza 33 méter. A mélysége egy méter, a magassága 5,7 méter és a függőleges kiterjedése 6,7 méter. Ezek részben egy vázlatos felmérés adatai, részben becsült adatok. A vízszintes kiterjedése 22 méter, a térfogata 120 köbméter. Felszerelés nélkül, könnyen járható.
Schőnviszky László a Turisták Lapja 1937. évi évfolyamában Füzérkői átjáró néven írta le. Kadić Ottokár 1940-ben megjelent tanulmányában bukkant fel a Füzérkői-átjáró név. 1979-ben Hír János tévesen Füzérkői-átjárónak, illetve Füzérkői átjárónak nevezte az általa őslénytanilag vizsgált Füzér-kői Kis-átjárót. A félreértést 1980-ban tisztázta. Hevesi Attila 1986-ban megjelent munkájában található információ a Füzér-kői-Nagy-átjáróról és a Füzér-kői Nagy-átjáróról. Ez a két név a Füzér-kői-átjáró két névváltozata.
Előfordul a barlang az irodalmában Füzérkő-barlangja (kéziratban Bertalan 1976, nyomtatásban Kordos 1984), Füzér-kői-barlang (Bertalan, Schőnviszky 1973–1974), Füzérkői-barlang (Mottl 1932), Füzérkői barlang (Kadić 1933) és Füzérkői-Kis-átjáró (Hevesi 2002) neveken is. 1976-ban volt először Füzér-kői-átjárónak nevezve a barlang az irodalmában.

## Kutatástörténet
Bartalos Gyula vizsgálta át először. 1932 februárjában Dancza János és társai régészeti ásatást végeztek az üregben, mert az 1930. november 22-ei próbaásatásuk során sok őskori cserépedény-töredéket fedeztek fel benne. 1932. február 20-án fejezték be az átjáróban az ásatást. 1932-ben Dancza János felmérte a barlangot és a felmérés alapján egy alaprajzi barlangtérképet rajzolt. A Barlangvilág 1932. évi évfolyamában jelent meg először a barlangról közlemény. Ez a közlemény egy jegyzőkönyvi kivonat, amely szerint a Magyar Barlangkutató Társulat 1932. március 19-én tartott szakülésén Dancza János beszámolt arról, hogy ásatást végzett a barlangban és a Suba-lyukban, valamint a szakülésen Dancza János részletesen ismertette a barlangok topográfiáját, rétegtani viszonyaikat és leleteiket. A Suba-lyuk vizsgálata során talált és fontosabbnak ítélt leletek kedvéért abbahagyták itt a kutatást.
A Barlangvilág 1933. évi évfolyamában Kadić Ottokár azt írta, hogy Dancza János az 1932. évi ásatás előtt már végzett próbaásatást az átjáróban, melynek során sok őstörténeti cserépedény-töredék került elő. Az Est című napilap 1935. július 20-án megjelent számából kiderül, hogy Trak Géza polgármester 300 pengővel támogatta Dancza János 1932. évi ásatását. Az 1936. augusztus 8-án megjelent szám szerint Dancza János első sikere volt a Füzér-kői-átjáró ásatása. A Turisták Lapja 1936. évi 2. számában az olvasható, hogy a Suba-lyuk ásatásának megkezdése után az ott élő uhuk átköltöztek a Füzér-kői-átjáróba.
A Schőnviszky László által írt, 1937-ben napvilágot látott publikációban részletesen ismertetve van az üreg Füzérkői átjáró néven. A tanulmány szerint a kétnyílású átjáróbarlang, illetve két összefüggő fülke a Tereckai-völgyben, Cserépfalu határában található és csak kötéllel lehet megközelíteni. A leírásból az is kiderül, hogy Bartalos Gyula a barlangban ásatást végzett, amelynek során prehisztorikus edénymaradványok kerültek elő. Az 1938. évi Geologica Hungarica Series Palaeontologicaból kiderül, hogy Csóka József, az erdőhivatal vezetője engedélyezte Dancza Jánosék 1932. évi ásatását. Az 1939. június 3-án megjelent Népszava szerint Dancza János a készülő egri múzeum gyűjteményének gyarapítása miatt végezte az ásatást 1932-ben.

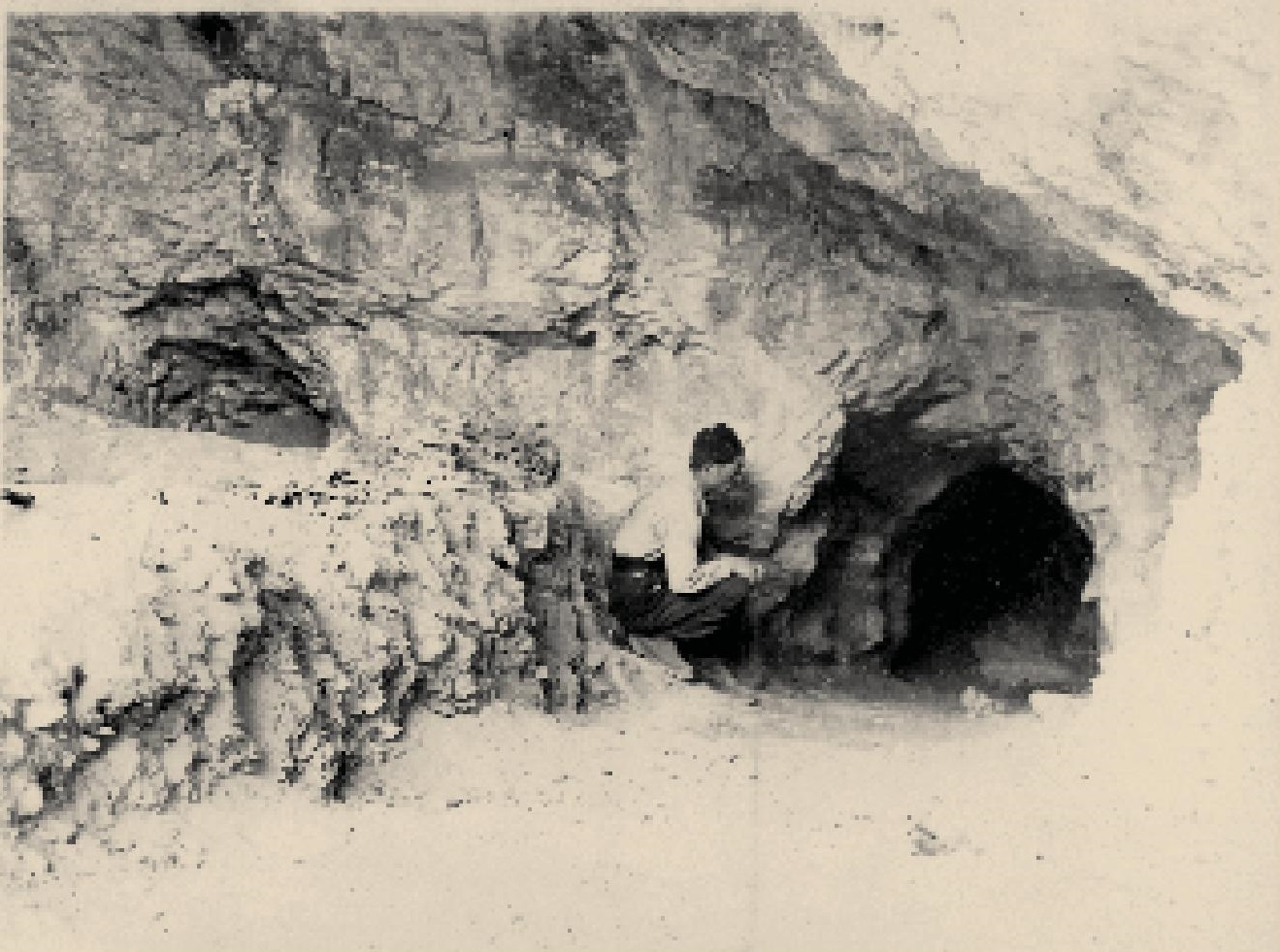
A barlang egyik bejárata régen

Az 1940. évi Barlangkutatásban Kadić Ottokár ismertette részletesen. A folyóiratban a leíráson kívül egy fénykép is megjelent az átjáróról és egy térképen van ábrázolva a barlang helye. A dolgozatban az olvasható, hogy Bartalos Gyula is végzett próbaásatást a barlang öt részén. Bartalos Gyula ásatásainak eredményéről írásban számolt be. A kézirat a zirci apátság könyvtárában van. A kéziratot Legányi Ferenc lemásolta és a másolatból jegyzetelte Dancza János a következőket: A sok füzérkői barlang között egy nevezetes van, amelyhez Heim Ede erdőmesterrel egy hatöles létrán másztak fel. Ott egy oszlopos, nyílt folyosót találtak felmenő és lemenő kéményszerű üregekkel, tüzelőhelyekkel és régi elszórt edénydarabokkal.
Kadić Ottokárnak ebben a publikációjában az olvasható még a Barlangvilág 1932. évi közleményére hivatkozva, hogy 1930. november 22-én Dancza János Nagy Imrével járt a barlangban, amelyhez egy 14 méter hosszú kötélen ereszkedtek le és ekkor vizsgálták meg, mérték fel és készítették el alaprajzi barlangtérképét, valamint barlangtérkép-szelvényeit. Ezen a napon Dancza János az átjáró egyik sarkában egy 35 centiméter mélységű próbagödröt ásott és innen több cserépedény-töredék, néhány csont és egy kagylóhéj került elő.

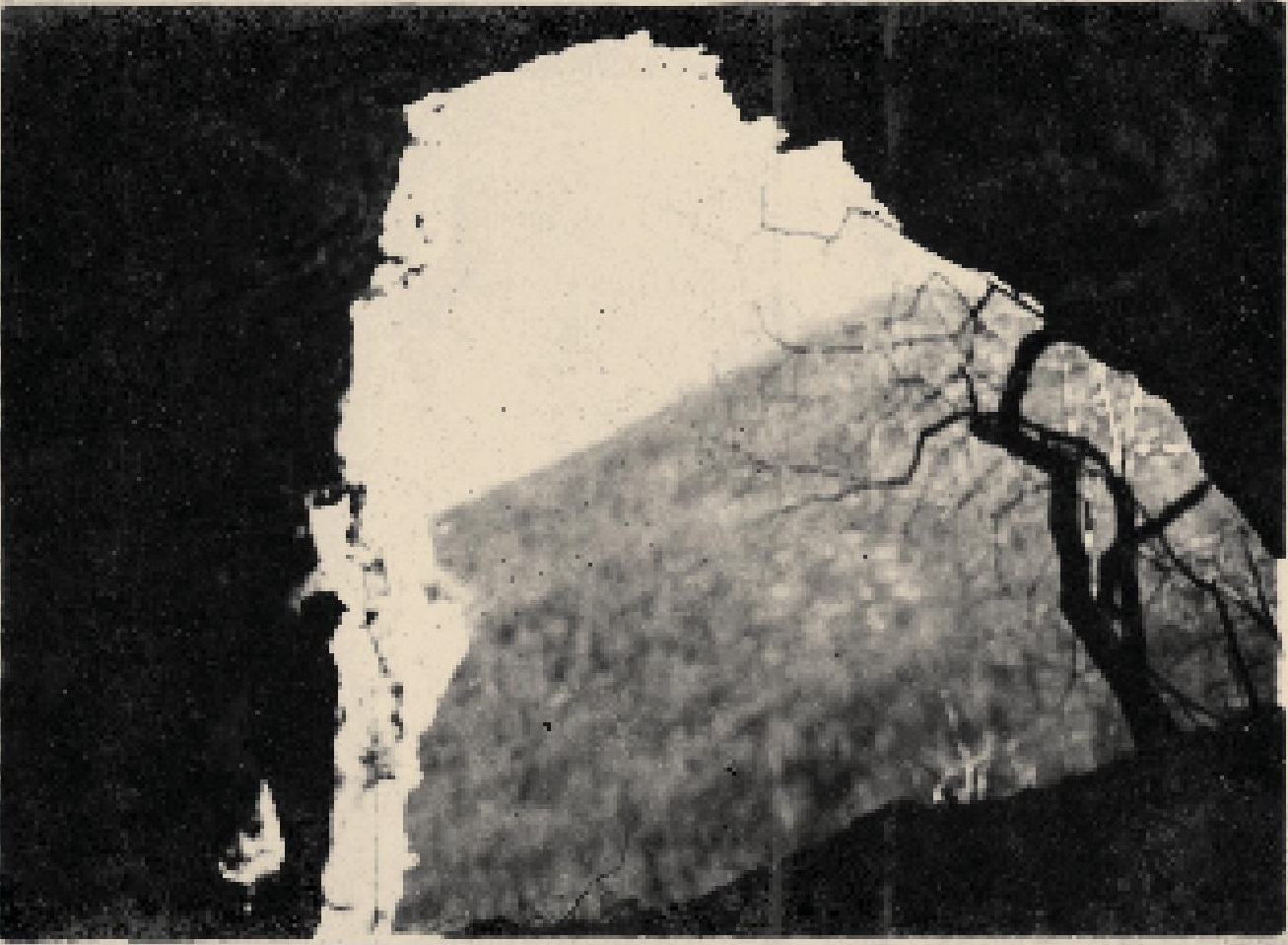
A barlang egyik bejárata belülről fényképezve

1932. február 5-én Dancza János társaival járt az átjáróban és néhány napig ásatást végeztek a viszonylag vékony kitöltésű barlangban. Az ásatás után fogtak a Suba-lyuk próbaásatásához. Az ásatáskor sok recens emlőscsontot és történelem előtti edénytöredéket találtak. A Barlangkutatásban napvilágot látott barlangleírás szerint az átjáróbarlang a két bejáratánál található két fülkéből áll és a két fülkét a rövid, három méter magas és három méter széles Gádor nevű rész köti össze. A Nagy-fülke nevű része egy kelet-nyugati irányú, 8,5 méter hosszú és 8,5 méter széles üreg, amelynek magassága a bejáratnál 4,5 méter és a bejárattól fokozatosan alacsonyodik. A Nagy-fülke északnyugati sarkából indul az öt méter hosszú, szűk és alacsony Hosszú-rókalyuk nevű járat. A Kis-fülke nevű rész öt méter széles a bejáratnál, beljebb kilenc méter széles és öt méter mély. A Kis-fülke bal oldali sarkából indul a Keskeny-rókalyuk nevű öt méter hosszú járat.
Az 1952-ben befejezett, Kadić Ottokár által írt kéziratban ugyanaz van leírva a barlangról három irodalmi hivatkozás alapján, amely a Barlangkutatásban megjelent. Korek József és Patay Pál 1958-as tanulmánya szerint a barlangból kikerült leletekből két atipikus kovaszilánk és egy darab Bükk II típusú kis cseréptöredék került a Történeti Múzeumba a Földtani Intézetből. Kadić Ottokár 1933. évi tanulmányára hivatkozva azt írták, hogy Dancza János 1932-ben végzett próbaásatást és 1932-ben került elő a barlangból sok őstörténeti cserépedény-töredék.

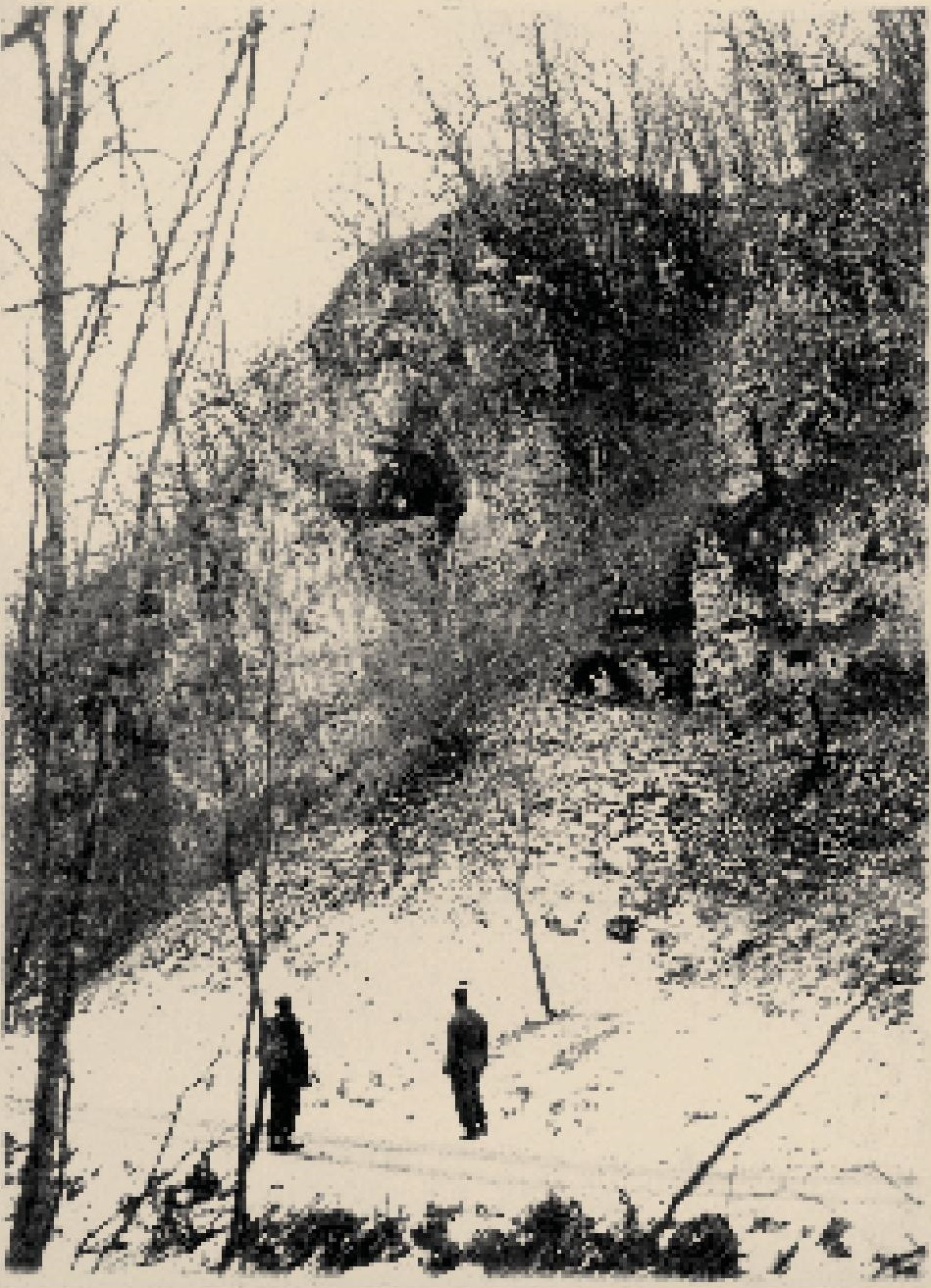
Régi fénykép, amelyen a barlang egyik bejárata és a barlang környezete látható

Az 1973–1974. évi Karszt- és Barlangkutatásban megjelent Bibliographia spelaeologica hungarica barlangnévmutatójában szerepel a Bükk hegységben lévő barlang Füzér-kői-barlang néven Füzér-kői-átjáró névváltozattal. A barlangnévmutatóban fel van sorolva 14 irodalmi mű, amelyek foglalkoznak a barlanggal. Az 1976-ban befejezett, Bertalan Károly által összeállított, Magyarország barlangleltára című kéziratban 2 irodalmi mű alapján lett feldolgozva a Bükk hegységben, Cserépfalun lévő barlang Füzér-kői-átjáró néven és ekkor szerepelt a barlang irodalmában először a Füzérkő-barlangja névváltozat. A kézirat cédulája szerint a Hór-völgy jobb oldalán elhelyezkedő Füzér-kőben van a két bejárata. A barlang 9 m hosszú, egyik végén felszakadt barlangjárat. A Füzér-kőben több kis méretű barlang van.
Az 1977-ben kiadott, Bükk útikalauz című könyvben le van írva, hogy lehet megközelíteni és meg van említve, hogy cserépmaradványok kerültek elő belőle. Az 1979-ben megjelent, Barlangok a Bükkben című kiadvány szerint a Hór-völgyben, a Füzér-kő szikláiban van a két bejáratú Füzér-kői-átjáró. Alulról jól látszik nagy méretű bejárata, de ajánlott felülről kötélbiztosítással megközelíteni. Széles átjáró köti össze két termét. A könyvhöz mellékelt, a Bükk hegység barlangokban leggazdagabb területét bemutató térképen látható a 74-es számmal jelölt barlang földrajzi elhelyezkedése.
1980-ban Hír János végzett a barlangban őslénytani és üledéktani vizsgálatot. A tanulmányban tisztázta, hogy az 1979-ben általa vizsgált Füzérkői-átjárónak, illetve Füzérkői átjárónak leírt barlang nem azonos a Füzér-kői-átjáróval. A csontmaradványok meghatározását Kordos László ellenőrizte és a csigák meghatározásának felülvizsgálatát Krolopp Endre vállalta el. A kutatás célja a barlangi üledék lerakódási korának meghatározása volt. A kézirat tartalmazza az átjáró metszet térképeit, a Dancza János által készített alaprajz térképet, amelyen be van jelölve Hír János mintavételének helye, egy szemcseösszetétel táblázatot és egy szemcseösszetétel görbét.
1982-ben a Tiszaföldvári Hajnóczy József Gimnázium Barlangkutató Csoportjának volt kutatási engedélye a barlang kutatásához. Az 1982. évi Földrajzi Értesítőben megjelent az 1980. évi vizsgálat kéziratának nyomtatott változata. A publikált változat kis mértékben eltér a kézirattól. Az Adatok az Odorvár és környékének negyedidőszaki felszín- és karsztfejlődéséhez címmel napvilágot látott tanulmányban Hír János a Hór-völgy középső szakaszának földtani és domborzati viszonyait ábrázoló ábrán és a hór-völgyi barlangok szintbeli elhelyezkedését a völgy egyszerűsített profilján bemutató ábrán megjelölte helyét, valamint a publikációban leírta az átjáróbarlangot. A tanulmány tartalmazza még az átjáró Dancza János által készített alaprajz térképét, amelyen be van jelölve Hír János mintavételének helye és üledékének szemcseösszetétel görbéjét.

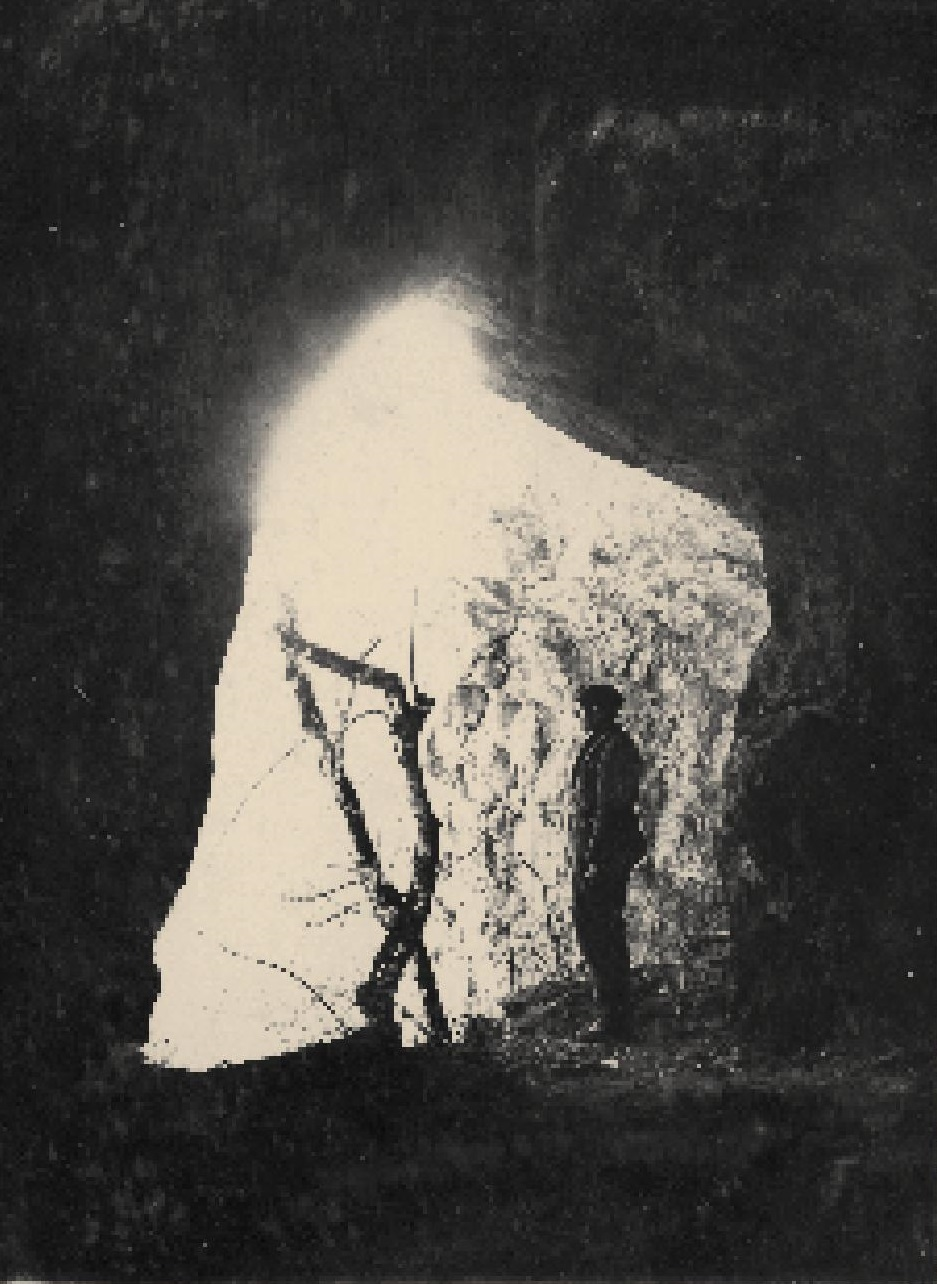
Régi fénykép, amelyen a barlang egyik bejárata látható

A kiadványban az olvasható, hogy a Füzér-kőnek akkoriban a legnagyobb barlangja volt. Hír János együtt vizsgálta a barlangot a Füzér-kőn található Pocok-lyukkal és a Füzér-kői Kis-átjáróval. Közülük a Füzér-kői-átjáró van legalacsonyabban. Talajának törmelékmentes, vörösagyag kitöltését vizsgálta, amelyben nem talált állatmaradványokat és annak kora Riss–Würm-interglaciálisnál fiatalabb. Vizsgálata szerint a kitöltés minimális kora nem függ össze a barlang alacsony tengerszint feletti magasságban elhelyezkedésével. Az alacsonyan található átjáró üledéke idős. Ez szerinte azért van, mert a kitöltés egy elpusztult üregrészből utólag került át a barlangba.
Az 1984-ben kiadott, Magyarország barlangjai című könyv országos barlanglistájában szerepel a Bükk hegységben lévő barlang Füzér-kői-átjáró néven Füzérkő-barlangja névváltozattal. A listához kapcsolódóan látható az Aggteleki-karszt és a Bükk hegység barlangjainak földrajzi elhelyezkedését bemutató 1:500 000-es méretarányú térképen a barlang földrajzi elhelyezkedése. Hevesi Attila 1986-os tanulmányában az olvasható, hogy a romosodás által megrövidült, kétbejáratú barlangok egy részét nevezik a Bükkben átjárónak és erre egyik példa a Füzér-kői-átjáró. A következő oldal szerint feltehetően a Hosszú-völgy patakja folyt át rajta a Hór-völgybe.
2002. július 17-én Regős József készítette el a barlang állapotjelentését, majd 2002. július 19-én a barlang részletes leírását. A barlangot Sasné Kerekes Ildikó és Sas Dénes mérte fel 2002. július 15-én, majd Regős József 2002. augusztus 21-én, a felmérés felhasználásával megrajzolta a barlang alaprajz térképét és 3 keresztszelvény térképét. 2002. július 15-én Regős József is a helyszínen volt és ekkor a fülkék érintetlennek tűnő kitöltésében sok kisemlőscsontot, a kitöltés felszínén cserépdarabokat, valamint egy kisméretű, szakócaszerű eszközt találtak, amely Ringer Árpádhoz került, de ezeknek a kora még nem lett meghatározva. A lelőhely korszerű módszerekkel végzett rétegazonosító ásatása szükséges lenne.
A Bükki Nemzeti Park Igazgatóság működési területén, a Bükk hegységben elhelyezkedő, 5382/25 kataszteri számú Füzér-kői-átjáró, 2006. február 28-tól, a környezetvédelmi és vízügyi miniszter 8/2006. KvVM utasítása szerint, megkülönböztetett védelmet igénylő barlang. A Bükki Nemzeti Park Igazgatóság működési területén lévő, 5382-25 kataszteri számú Füzér-kői-átjáró, 2012. február 25-től, a vidékfejlesztési miniszter 4/2012. (II. 24.) VM utasítása szerint, megkülönböztetetten védett barlang. 2013. augusztus 12-től a belügyminiszter 43/2013. (VIII. 9.) BM rendelete szerint a Borsod-Abaúj-Zemplén megyei, cserépfalui, 5382-25 barlangkataszteri számú és 23901 lelőhely-azonosítójú Füzér-kői-átjáró régészeti szempontból jelentős barlangnak minősül.

## További irodalom
- Bartalos Gyula kézirata a zirci apátság könyvtárában.
- Dancza János: A Subalyuk ősembere I–II. Természetbarát, 1932. júl.–aug. 2–3. old., 1932. nov.–dec. 2–3. old.
- Dancza János: Voltak-e a jégkorszak emberének fűtési gondjai? Természetbarát, 1934. (22. évf.) január–február szám, 3–4. old., március–május szám, 3–4. old., június–augusztus szám, 3. old., szeptember–október szám, 5–6. old.
- Dancza János: Fűtési gondok a jégkorszakban. Búvár, 1939. (5. évf.) 347–351. old., 1 ábra, 4 kép, 1 táblázat. [A Bükk 25 barlangjának téli hőmérsékleti viszonyai (táblázat) 349. old.]
- Erdey Gyula: Bükk útikalauz. Budapest, Sport, 1956. 125. old.
- Kadić Ottokár: Jelentés az 1932. évi barlangkutatásaimról. Kézirat. Budapest, 1932. 4 old. (A kézirat megtalálható a Magyar Állami Földtani Intézet Adattárban.)
- Kadić Ottokár: Jelentés az 1932–1934. években végzett barlangkutatásaim eredményéről. A Magyar Királyi Földtani Intézet Évi Jelentései az 1933–35. évekről. 1940. (4. köt.) Függelék. 1949. old. (Német nyelven 1959–1970. old.)
- Kadić Ottokár: A Mussolini-barlang ásatásának eredményei (Endresultate der Ausgrabungen in der Mussolinihöhle). A Szent István Akadémia Mennyiségtan-, Természettudományi Osztályának Értekezései 3. köt. 1940. 6. sz. 1–20. old. (Német nyelven 21–40. old.)
- –: A Bükkben hat kilométer hosszú cseppkőbarlangot fedeztek fel. [megj. Ez a cikk tulajdonképpen a Háromkőhegyi-barlangról szól] Magyarság, 1936. augusztus. 8. = Függetlenség, 1936. augusztus. 8.